# Francisco Garcia da Rosa
Francisco Garcia da Rosa (São João (Lajes do Pico), 17 de Setembro de 1893 — Angra do Heroísmo, 14 de Novembro de 1958) foi um sacerdote católico, professor do Seminário Episcopal de Angra, que se notabilizou como orador sacro e cultor da música sacra. Foi um dos fundadores do Instituto Histórico da Ilha Terceira.

## Biografia
Ingressou no Seminário Episcopal de Angra no ano de 1907, onde concluiu os estudos conducentes à ordenação sacerdotal. Foi ordenado em 1914, sendo seleccionado, pelo seu excelente desempenho académico enquanto seminarista, para frequentar em Roma um bacharelato em Teologia. Concluído este, permaneceu naquela cidade onde obteve o doutoramento em Filosofia pela Universidade Gregoriana. Paralelamente dedicou-se ao estudo da música sacra, género musical de que era grande apreciador e cultor.
Apesar de não ter completado os seus estudos musicais, foi aluno do contrapontista Cesare Dobice e nos meios eclesiais açorianos era considerado um erudito em matéria de música sacra.
Regressou aos Açores em 1921, sendo nesse anp nomeado pároco e ouvidor na Matriz da Horta, cargos que exerceu até 1926, sendo nesse ano transferido para Angra do Heroísmo. Em 1927 foi nomeado pároco de Santa Lúzia, cargo que exerceu até 1928.
Em 1928 foi nomeado pároco da Conceição de Angra, cargo que exerceu até falecer. Paralelamente, foi nomeado professor de Moral, Liturgia e Arte Sacra do Seminário Episcopal de Angra, caendo-lhe ainda reger a disciplina de Canto Gregoriano e outras matérias do ensino da música. No âmbito da música, foi o organizador das festas académicas de São Tomás de Aquino, realizadas no Seminário, que granjearam grande nomeada para a instituição. Foi elevada a 6 de Janeiro de 1956 à dignidade de cónego da Sé de Angra.
Intelectual multifacetado, era considerdo um conferencista e orador sacro de grande nomeada. Foi um dos fundadores do Instituto Açoriano de Cultura e um dos participantes do Congresso Açoriano de 1938, realizado em Lisboa sob a égide da Casa dos Açores em Lisboa. É autor de diversos textos sobre música sacra e deixou publicações sobre Arte, Arte Sacra e Música Sacra em A União e no órgão do Instituto Açoriano de Cultura. Apresentou uma comunicação sobre o restauro da igreja de São Sebastião da ilha Terceira no Congresso Açoriano de 1938, realizado em Lisboa.